# Еббу Вейл (футбольний клуб)
«Еббу Вейл» (валл. Clwb Pêl-droed Glyn Ebwy, англ. Ebbw Vale F.C.) — колишній валлійський футбольний клуб з однойменного міста. Заснований у 1888 році. Розформований у 1998 році. Домашні матчі проводив на стадіоні «Юджин Крос Парк», що вміщає 8 000 глядачів.

## Історія
До утворення Футбольної ліги Уельсу в 1992 році «Еббу Вейл» виступав у чемпіонаті Південного Уельсу та національному кубку. У сезоні 1925/26 команда єдиний раз у своїй історії вийшла у фінал кубка, де обіграла «Суонсі Сіті» з рахунком 3:2. Двічі — в 1953 і 1988 роках — «Еббу Вейл» ставав чемпіоном Південного Уельсу.
У першому чемпіонаті Уельсу клуб зайняв четверте місце, а нападник «Еббу Вейл» Стів Вудс став найкращим бомбардиром турніру, забивши 29 м'ячів. У наступні 3 роки команда займала місця в середині турнірної таблиці чемпіонату, ставши фіналістом кубка ліги в 1996 році. За підсумками чемпіонату 1996/97 «Еббу Вейл» фінішував третім і отримав право представляти Уельс у кубку Інтертото-1997. Перший же домашній матч турніру проти австрійського ДАКу приніс валлійцям нічию, проте решта 3 матчів клубу на груповому етапі закінчилася поразками й, посівши останнє місце в групі, «Еббу Вейл» вибув з розіграшу.
У чемпіонаті 1997/98 «Еббу Вейл» знову посів третє місце і знову взяв участь у кубку Інтертото, у першому раунді якого програв норвезькому «Конгсвінгеру» із загальним рахунком 1:9. Невдовзі валлійський клуб припинив існування.

## Статистика

### Чемпіонат Уельсу
| Сезон   | Матчів | Перемог | Нічих | Поразок | Різниця м'ячів | Очки | Місце |
| ------- | ------ | ------- | ----- | ------- | -------------- | ---- | ----- |
| 1992/93 | 38     | 19      | 9     | 10      | 76–61          | 66   | 4     |
| 1993/94 | 38     | 16      | 9     | 13      | 68–66          | 57   | 9     |
| 1994/95 | 38     | 12      | 9     | 17      | 51–57          | 45   | 13    |
| 1995/96 | 40     | 14      | 11    | 15      | 59–56          | 53   | 11    |
| 1996/97 | 40     | 23      | 9     | 8       | 87–40          | 78   | 3     |
| 1997/98 | 38     | 22      | 11    | 5       | 94–55          | 77   | 3     |

### Кубок Інтертото
| Сезон | Раунд   | Суперник               | Дома | В гостях | Загальний рахунок |
| ----- | ------- | ---------------------- | ---- | -------- | ----------------- |
| 1997  | Група 2 | ГАК                    | 0–0  | —        | —                 |
| 1997  | Група 2 | Хрватський Драговоляць | —    | 0–4      | —                 |
| 1997  | Група 2 | Бастія                 | 1–2  | —        | —                 |
| 1997  | Група 2 | Сількеборг             | —    | 1–6      | —                 |
| 1998  | Раунд 1 | Конгсвінгер            | 1–6  | 0-3      | 1–9               |

## Досягнення
- Третє місце у чемпіонаті Уельсу (2): 1996/97, 1997/98
- Володар кубка Уельсу (1): 1925/26
- Фіналіст кубка валлійської ліги (1): 1996
- Чемпіон Південного Уельсу (2): 1952/53, 1987/88